# Patrick Kisnorbo
Patrick Fabio Maxime Kisnorbo (ur. 24 marca 1981 w Melbourne) – australijski piłkarz i trener.

## Kariera klubowa
Patrick Kisnorbo swoją karierę piłkarską rozpoczął w klubie South Melbourne w 2000 roku. W 2003 roku przeszedł do szkockiego klubu Heart of Midlothian F.C., w którym spędził 18 miesięcy. Z klubem z Edynburga awansował i występował w rozgrywkach Pucharu UEFA.
W 2005 roku przeszedł do drugoligowego angielskiego Leicester City. W klubie z Leicester występował do 2009 roku i podczas tego okresu spadł z nim do trzeciej ligi w 2008 roku.
W 2009 roku przeszedł do innego klubu z Division One Leeds United. W styczniu 2013 roku został wypożyczony na miesiąc do Ipswich Town.

## Kariera reprezentacyjna
Patrick Kisnorbo zadebiutował w reprezentacji Australii 6 lipca 2002 w wygranym 2-0 w meczu Pucharze Narodów Oceanii 2002 z Vanuatu w Auckland. Na tym turnieju Kisnorbo wystąpił w trzech meczach, w tym w przegranym 0-1 finale z Nową Zelandią.
W 2004 roku uczestniczył w eliminacjach Mistrzostw Świata 2006. W 2007 roku Kisnorbo uczestniczył w Pucharze Azji 2007. Na tym turnieju wystąpił w trzech meczach grupowych Australii. W 2009 roku uczestniczył w eliminacjach Mistrzostw Świata 2010.
Ogółem od 2002 roku Kisnorbo wystąpił w reprezentacji w 18 spotkaniach i strzelił 1 bramkę.